# إدريسا غي
إدريسا غانا غي (بالفرنسية: Idrissa Gana Gueye)‏ (من مواليد 26 سبتمبر 1989) هو لاعب كرة قدم سنغالي يلعب في مركز الوسط المدافع لنادي الدوري الإنجليزي نادي إيفرتون و‌منتخب السنغال.
بدأ مسيرته في ديامبارز في موطنه السنغال وانضم غي إلى رديف ليل الفرنسي في عام 2008. وواصل اللعب مع الفريق الأول للفريق من 2010 إلى 2015 وفاز بلقب الدوري الفرنسي 2010-11 قبل أن ينتقل إلى إنجلترا للانضمام إلى أستون فيلا. بعد عام وقع على منافسه في الدوري الإنجليزي الممتاز إيفرتون. في عام 2019 عاد غي إلى فرنسا للتعاقد مع بطل دوري الدرجة الأولى الفرنسي باريس سان جيرمان. وصل إلى نهائي دوري أبطال أوروبا 2020 مع النادي لكنه لم يلعب في المباراة التي خسرها باريس سان جيرمان.
ظهر غي لأول مرة مع السنغال في عام 2011. وكان جزء من منتخب السنغال في دورة الألعاب الأولمبية الصيفية 2012 حيث لعب مباراة واحدة. في عام 2018 لعب مع منتخب السنغال في كأس العالم 2018. بعد الهزيمة في نهائي كأس الأمم الأفريقية 2019 ساعد غي منتخب بلاده على الفوز بنهائي المسابقة التالية في عام 2022.

## المسيرة الرياضية مع الأندية

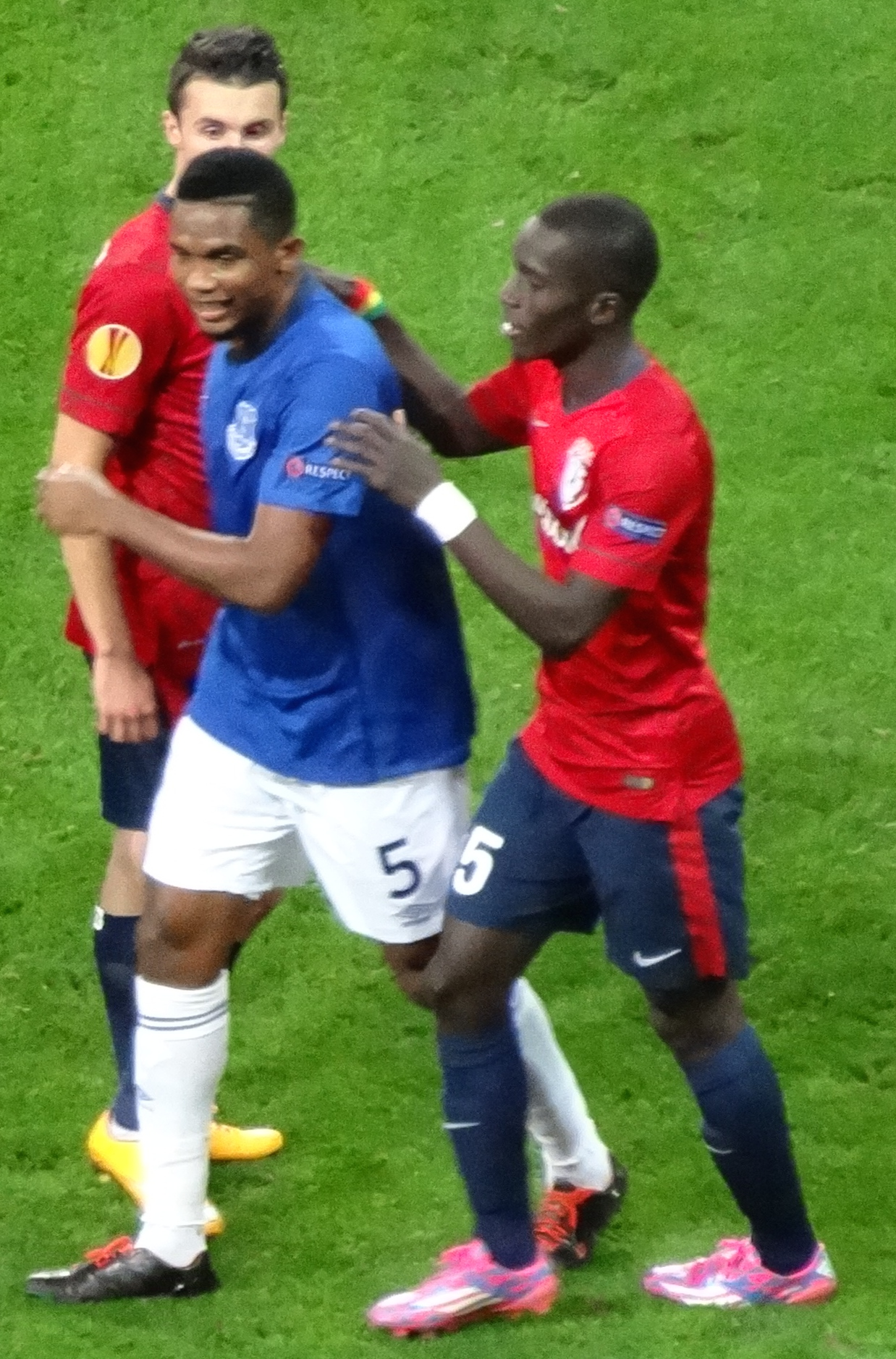
غي عندما كان لاعبا في ليل وصامويل إيتو.

### البدايات
ولد في داكار وقضى غي مسيرته الكروية المبكرة في السنغال في نادي ديامبارز قبل أن ينضم إلى نادي ليل الفرنسي في عام 2008. انضم إلى الفريق الأول في موسم 2010-11 حيث فاز ليل بالدوري الفرنسي وأصبح لاعب أساسي في ليل أثناء مشاركته في بطولتي الدوري الفرنسي ودوري أبطال أوروبا على مدار المواسم الأربعة التالية.

### أستون فيلا
في 10 يوليو 2015 انضم غي إلى نادي الدوري الإنجليزي الممتاز أستون فيلا مقابل 9 ملايين جنيه إسترليني كرسوم انتقال. في 8 أغسطس ظهر لأول مرة أثناء الفوز 1-0 خارج ملعبه على بورنموث. في 19 يناير 2016 سجل غي هدفه الأول والوحيد لأستون فيلا في المباراة 2-0 على ويكمب وندررز في إعادة الجولة الثالثة من كأس الاتحاد الإنجليزي. في المجموع لعب غي 35 مباراة في الدوري لصالح أستون فيلا حيث هبط النادي من الدوري الإنجليزي الممتاز في نهاية الموسم.

### إيفرتون
في 2 أغسطس 2016 ومع هبوط أستون فيلا من الدوري الإنجليزي الممتاز قام إيفرتون بتفعيل الشرط الجزائي في عقد غي بفسخ العقد عند هبوط أستون فيلا مقابل 7.1 مليون جنيه إسترليني ووقع معه على عقد لمدة أربع سنوات. لقد حقق أكبر عدد من التدخلات والاعتراضات الناجحة لكل مباراة عبر البطولات الخمس الكبرى في أوروبا على مدار العام التقويمي 2016. سجل غي هدفه الأول في الدوري لصالح إيفرتون أثناء الفوز 2-0 على سندرلاند في ملعب غوديسون بارك في 25 فبراير 2017. أصبح أول لاعب في الدوريات الخمس الكبرى في أوروبا يستخلص الكرة من الخصوم في 100 مرة في موسم 2016-2017.
سجل غي هدفه الأول مع إيفرتون في المسابقة الأوروبية في 17 أغسطس 2017 في مباراة الذهاب من الدور الفاصل للدوري الأوروبي ضد هايدوك سبليت الكرواتي. في فبراير 2018 مدد عقده مع إيفرتون حتى عام 2022.
في يناير 2019 رفض إيفرتون عرض من نادي باريس سان جيرمان الفرنسي لشراء غي. ومع ذلك فإن التكهنات المتعلقة بباريس سان جيرمان لم تؤثر سلبا على أدائه حيث تم منح غي لقب أفضل لاعب في العام مع النادي لموسم 2018-19 إلى جانب لوكاس دينييه.

### باريس سان جيرمان
في 30 يوليو 2019 وقع غي مع باريس سان جيرمان الذي ينشط في دوري الدرجة الأولى الفرنسي مقابل 30 مليون جنيه إسترليني. في 25 أغسطس ظهر لأول مرة أثناء الفوز 4-0 على تولوز. في 18 سبتمبر قدم عرض «رائع» أثناء الفوز 3-0 على ريال مدريد في دوري أبطال أوروبا. جاء هدفه الأول لباريس سان جيرمان أثناء الفوز 4-0 على أنجيه في 5 أكتوبر. في أول موسم له في باريس واصل غي الفوز بالثلاثية المحلية وحل في المركز الثاني في دوري أبطال أوروبا وفشل في الفوز على بايرن ميونيخ الألماني في النهائي. في موسمه الثاني فاز النادي بكأس فرنسا وبلغ نصف نهائي دوري أبطال أوروبا وخسر أمام مانشستر سيتي الإنجليزي.
بعد أن تم إيقافه في مباراتين في دوري أبطال أوروبا بسبب البطاقة الحمراء في مباراة الذهاب من الدور نصف النهائي ضد مانشستر سيتي في أبريل 2021 عاد غي إلى كرة القدم الأوروبية أثناء الفوز 2-0 على مانشستر سيتي في 28 سبتمبر 2021. سجل الهدف الافتتاحي للمباراة وهو هدفه الأول في دوري أبطال أوروبا وحصل على جائزة أفضل لاعب في المباراة.

## المسيرة الرياضية مع المنتخبات
لعب غي لأول مرة دوليا مع السنغال في عام 2011 وشارك في تصفيات كأس العالم مع المنتخب. كما مثل السنغال في أولمبياد 2012 وكأس الأمم الأفريقية 2015 و2017 و2019 و2021.
في مايو 2018 تم اختيار غي في تشكيلة السنغال المكونة من 23 لاعب لكأس العالم 2018 في روسيا.

## طريقة اللعب
لاعب خط وسط نشيط ومعروف بمهاراته في الفوز بالكرة فضلا عن قدرته على الضغط على الخصوم واعتراض التمريرات وأكمل غي معظم التدخلات خلال موسم 2016-2017 من الدوري الإنجليزي الممتاز.

## جدل
في الجولة 37 من موسم الدوري الفرنسي 2021–22 سافر غي مع فريق باريس سان جيرمان لخوض مباراة الذهاب ضد مونبلييه. ومع ذلك لم يتم تضمينه في كشف الفريق لما كشفه المدير الفني ماوريسيو بوتشيتينو على أنه «أسباب شخصية» وليس إصابة. سلط هذا الضوء على وسائل الإعلام على غي وذكرت إذاعة راديو مونتي كارلو الرياضية أنه رفض اللعب في المباراة بسبب قمصان باريس سان جيرمان التي تحمل علم قوس قزح لدعم الحركات الاجتماعية للمثليين وهي مبادرة اتخذها الدوري الفرنسي بمناسبة اليوم العالمي لمناهضة رهاب المثلية الجنسية ورهاب المتحولين جنسيا. كما أنه غاب بشكل ملحوظ عن نفس المباراة في الموسم السابق مع السبب وراء عدم مشاركته في ذلك الوقت لأنه كان يعاني من التهاب المعدة والأمعاء. بسبب غيابه المثير للجدل عن مباراة مونبلييه تلقى غي رد فعل عنيف ودعوات لفرض عقوبات من منظمة روج ديراكت وهي منظمة مناهضة لرهاب المثلية والسياسية من إيل دو فرانس فاليري بيكريس من بين آخرين.
أعرب الرئيس السنغالي ماكي سال عن دعمه لغي مبررا الاتهامات برهاب المثلية بالقول إنه «يجب احترام معتقداته الدينية». كما حاز غي على دعم واسع من قبل الملايين على مواقع التواصل بعد حملة ضغط تعرض لها من اتحاد فرنسا لكرة القدم بسبب رفضه المشاركة في مباراة بالدوري يتواجد بها علم الشواذ على قميص فريقه. وتصدر وسم بعنوان "WeareallIdrissa" «كلنا إدريسا» التريند العالمي بتويتر دعما لغي الذي أشاد النشطاء بموقفه ووصفوه بالمشرف.

## إحصائيات رياضية

### الأندية
حتى المباراة التي تم لعبها في 8 مايو 2022.
| النادي           | الموسم        | الدوري         | الدوري    | الدوري  | الكأس الوطني | الكأس الوطني | كأس الدوري | كأس الدوري | البطولة القارية | البطولة القارية | أخرى      | أخرى    | المجموع   | المجموع |
| النادي           | الموسم        | الدرجة         | المباريات | الأهداف | المباريات    | الأهداف      | المباريات  | الأهداف    | المباريات       | الأهداف         | المباريات | الأهداف | المباريات | الأهداف |
| ---------------- | ------------- | -------------- | --------- | ------- | ------------ | ------------ | ---------- | ---------- | --------------- | --------------- | --------- | ------- | --------- | ------- |
| ليل ب            | 2008–09       | الدرجة الرابعة | 24        | 1       | —            | —            | —          | —          | —               | —               | —         | —       | 24        | 1       |
| ليل ب            | 2009–10       | الدرجة الرابعة | 24        | 1       | —            | —            | —          | —          | —               | —               | —         | —       | 24        | 1       |
| ليل ب            | 2010–11       | الدرجة الرابعة | 7         | 0       | —            | —            | —          | —          | —               | —               | —         | —       | 7         | 0       |
| ليل ب            | المجموع       | المجموع        | 55        | 2       | —            | —            | —          | —          | —               | —               | —         | —       | 55        | 2       |
| ليل              | 2009–10       | الدرجة الأولى  | 0         | 0       | 1            | 0            | 0          | 0          | 0               | 0               | —         | —       | 1         | 0       |
| ليل              | 2010–11       | الدرجة الأولى  | 11        | 0       | 1            | 0            | 0          | 0          | 6               | 1               | —         | —       | 18        | 1       |
| ليل              | 2011–12       | الدرجة الأولى  | 25        | 0       | 3            | 0            | 2          | 0          | 3               | 0               | 1         | 0       | 34        | 0       |
| ليل              | 2012–13       | الدرجة الأولى  | 29        | 0       | 2            | 0            | 2          | 0          | 5               | 0               | —         | —       | 38        | 0       |
| ليل              | 2013–14       | الدرجة الأولى  | 37        | 1       | 3            | 0            | 1          | 0          | —               | —               | —         | —       | 41        | 1       |
| ليل              | 2014–15       | الدرجة الأولى  | 32        | 4       | 2            | 0            | 0          | 0          | 10              | 0               | —         | —       | 44        | 4       |
| ليل              | المجموع       | المجموع        | 134       | 5       | 12           | 0            | 5          | 0          | 24              | 1               | 1         | 0       | 176       | 6       |
| أستون فيلا       | 2015–16       | الدوري الممتاز | 35        | 0       | 3            | 1            | 0          | 0          | —               | —               | —         | —       | 38        | 1       |
| إيفرتون          | 2016–17       | الدوري الممتاز | 33        | 1       | 0            | 0            | 2          | 0          | —               | —               | —         | —       | 35        | 1       |
| إيفرتون          | 2017–18       | الدوري الممتاز | 33        | 2       | 0            | 0            | 0          | 0          | 5               | 1               | —         | —       | 38        | 3       |
| إيفرتون          | 2018–19       | الدوري الممتاز | 33        | 0       | 2            | 0            | 0          | 0          | —               | —               | —         | —       | 35        | 0       |
| إيفرتون          | المجموع       | المجموع        | 99        | 3       | 2            | 0            | 2          | 0          | 5               | 1               | —         | —       | 108       | 4       |
| باريس سان جيرمان | 2019–20       | الدرجة الأولى  | 20        | 1       | 5            | 0            | 2          | 0          | 7               | 0               | 0         | 0       | 34        | 1       |
| باريس سان جيرمان | 2020–21       | الدرجة الأولى  | 28        | 2       | 6            | 0            | —          | —          | 10              | 0               | 0         | 0       | 44        | 2       |
| باريس سان جيرمان | 2021–22       | الدرجة الأولى  | 25        | 3       | 0            | 0            | —          | —          | 7               | 1               | 0         | 0       | 32        | 4       |
| باريس سان جيرمان | المجموع       | المجموع        | 73        | 6       | 11           | 0            | 2          | 0          | 24              | 1               | 0         | 0       | 110       | 7       |
| المجموع الكلي    | المجموع الكلي | المجموع الكلي  | 395       | 16      | 28           | 1            | 9          | 0          | 53              | 3               | 1         | 0       | 486       | 20      |

1. 1 2  Appearances in الدوري الأوروبي
2. 1 2 3 4 5  Appearances in دوري أبطال أوروبا
3. ↑  Appearance in كأس الأبطال الفرنسي
4. ↑  Four appearances in UEFA Champions League, six appearances in UEFA Europa League

### المنتخبات
حتى المباراة التي أقيمت في 25 مارس 2022.
| المنتخب الوطني | السنة   | المباريات | الأهداف |
| -------------- | ------- | --------- | ------- |
| السنغال        | 2011    | 1         | 0       |
| السنغال        | 2012    | 6         | 0       |
| السنغال        | 2013    | 8         | 0       |
| السنغال        | 2014    | 7         | 0       |
| السنغال        | 2015    | 11        | 0       |
| السنغال        | 2016    | 7         | 0       |
| السنغال        | 2017    | 14        | 1       |
| السنغال        | 2018    | 8         | 1       |
| السنغال        | 2019    | 11        | 2       |
| السنغال        | 2020    | 1         | 0       |
| السنغال        | 2021    | 10        | 2       |
| السنغال        | 2022    | 8         | 1       |
| المجموع        | المجموع | 92        | 7       |

النتائج حسب السنغال أولا.
| الرقم | التاريخ        | الملعب                                     | الخصم            | التسجيل | النتيجة | المنافسة                                   |
| ----- | -------------- | ------------------------------------------ | ---------------- | ------- | ------- | ------------------------------------------ |
| 1.    | 10 يونيو 2017  | ملعب ليوبولد سيدار سينغهور، داكار، السنغال | غينيا الاستوائية | 3–0     | 3–0     | تصفيات كأس الأمم الأفريقية 2019 المجموعة أ |
| 2.    | 13 أكتوبر 2018 | ملعب ليوبولد سيدار سينغهور، داكار، السنغال | السودان          | 2–0     | 3–0     | تصفيات كأس الأمم الأفريقية 2019 المجموعة أ |
| 3.    | 16 يونيو 2019  | استاد الإسماعيلية، الإسماعيلية، مصر        | نيجيريا          | 1–0     | 1–0     | ودية                                       |
| 4.    | 10 يوليو 2019  | ملعب 30 يونيو، القاهرة، مصر                | بنين             | 1–0     | 1–0     | كأس الأمم الأفريقية 2019                   |
| 5.    | 8 يونيو 2021   | ستاد لات ديور، ثيس، السنغال                | الرأس الأخضر     | 1–0     | 2–0     | ودية                                       |
| 6.    | 9 أكتوبر 2021  | ستاد لات ديور، ثيس، السنغال                | ناميبيا          | 1–0     | 4–1     | تصفيات كأس العالم 2022 (أفريقيا)           |
| 7.    | 2 فبراير 2022  | ملعب أحمدو أهيدجو، ياوندي، الكاميرون       | بوركينا فاسو     | 2–0     | 3–1     | كأس الأمم الأفريقية 2021                   |

## الألقاب والإنجازات

### ليل
- الدرجة الأولى (1): 2010–11
- كأس فرنسا (1): 2011

### باريس سان جيرمان
- الدرجة الأولى (2): 2019–20، 2021–22
- كأس فرنسا (2): 2019–20، 2020–21
- كأس الرابطة (1): 2019–20

### منتخب السنغال
- كأس الأمم الأفريقية (1): 2021

### الشخصية
- لاعب الموسم في إيفرتون: 2018-19 (مشتركة مع لوكاس دينييه)
- فريق بطولة كأس الأمم الأفريقية: 2019
- تشكيلة العام من الكاف: 2019
- تشكيلة العام في أفريقيا من الاتحاد الدولي لتاريخ وإحصاءات كرة القدم: 2020

## روابط خارجية
- إدريسا غي – سجل منافسات اليويفا
- إدريسا غي على موقع الاتحاد الدولي (مؤرشف)  (الإنجليزية)
- إدريسا غي على موقع الاتحاد الأوربي (الإنجليزية)
- إدريسا غي على موقع إي إس بي إن إف سي (الإنجليزية)
- إدريسا غي على موقع قاعدة بيانات كرة القدم.إي يو (الإنجليزية)
- إدريسا غي على موقع ليكيب (الفرنسية)
- إدريسا غي على موقع ناشيونال فوتبول تيمز (الإنجليزية)
- إدريسا غي على موقع Soccerbase.com (لاعب) (الإنجليزية)
- إدريسا غي على موقع Soccerway.com (الإنجليزية)
- إدريسا غي على موقع عالم كرة القدم.نت (الإنجليزية)
- إدريسا غي على موقع كووورة